# Ontsira
Ontsira is een geslacht van insecten uit de orde vliesvleugeligen (Hymenoptera) en de familie schildwespen (Braconidae).

## Soorten
Deze lijst van 27 stuks is mogelijk niet compleet.
- O. alboapicalis Belokobylskij, 1998
- O. amamioshima Belokobylskij & Maeto, 2009
- O. antica (Wollaston, 1858)
- O. apposita Belokobylskij, 1998
- O. bistriata (Kieffer, 1921)
- O. brevipetiola (Kieffer, 1921)
- O. cheops (Nixon, 1939)
- O. eugeniae Belokobylskij, 1982
- O. flavicoxa Tobias, 1986
- O. gratia Belokobylskij, 1996
- O. ignea (Ratzeburg, 1852)
- O. imperator (Haliday, 1836)
- O. kasparyani Belokobylskij, 1982
- O. krombeini (Marsh, 1966)
- O. longicaudis (Giraud, 1857)
- O. macer Chen & Shi, 2004

- O. mellipes (Ashmead, 1889)
- O. neantica Belokobylskij & Maeto, 2009
- O. occipitalis (Marsh, 1966)
- O. papuaensis Belokobylskij, 1998
- O. reinhardi (Fahringer, 1931)
- O. reticulata Cameron, 1900
- O. spathiiformis (Ratzeburg, 1848)
- O. tayi Belokobylskij, 1998
- O. transversalis (Szepligeti, 1914)
- O. tuberculata (Marsh, 1966)
- O. wasbaueri (Marsh, 1966)